# Bruggen
Bruggen je naselje v Občini Greifenburg v Okraju Špital ob Dravi  na Koroškem v Avstriji.